# Vers-sous-Sellières
Vers-sous-Sellières ist eine französische Gemeinde mit 233 Einwohnern (Stand 1. Januar 2022) im Département Jura in der Region Bourgogne-Franche-Comté. Sie gehört zum Arrondissement Lons-le-Saunier und zum Kanton Bletterans. 
Die Nachbargemeinden sind La Charme im Nordosten, Sellières im Osten, Mantry im Südosten, Recanoz im Südwesten, Francheville und Bois-de-Gand im Westen sowie Le Villey im Nordwesten.

## Bevölkerungsentwicklung
| Jahr                       | 1962 | 1968 | 1975 | 1982 | 1990 | 1999 | 2008 | 2017 |
| -------------------------- | ---- | ---- | ---- | ---- | ---- | ---- | ---- | ---- |
| Einwohner                  | 228  | 200  | 160  | 153  | 163  | 158  | 219  | 238  |
| Quellen: Cassini und INSEE |      |      |      |      |      |      |      |      |

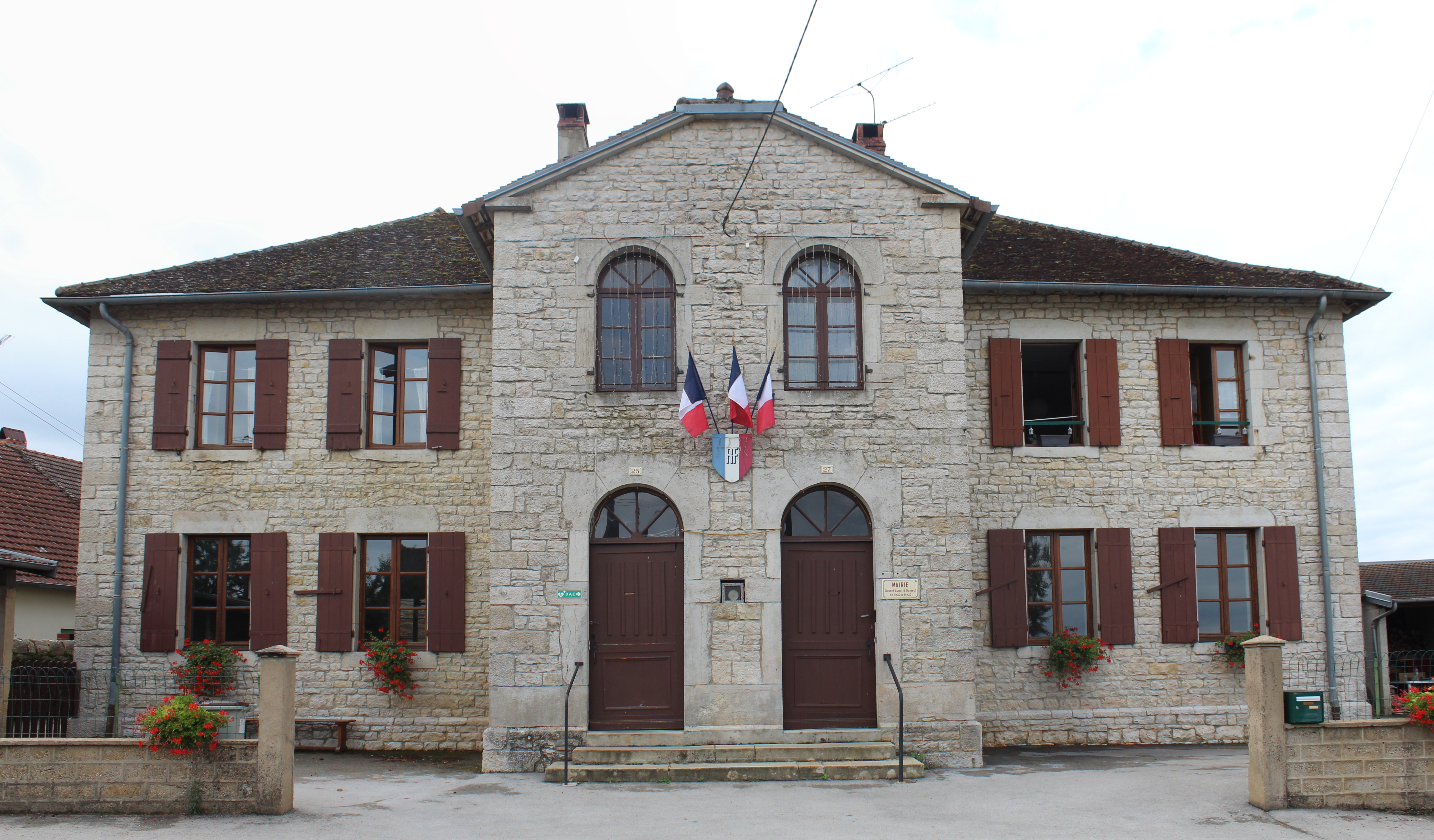
Mairie Vers-dous-Sellières
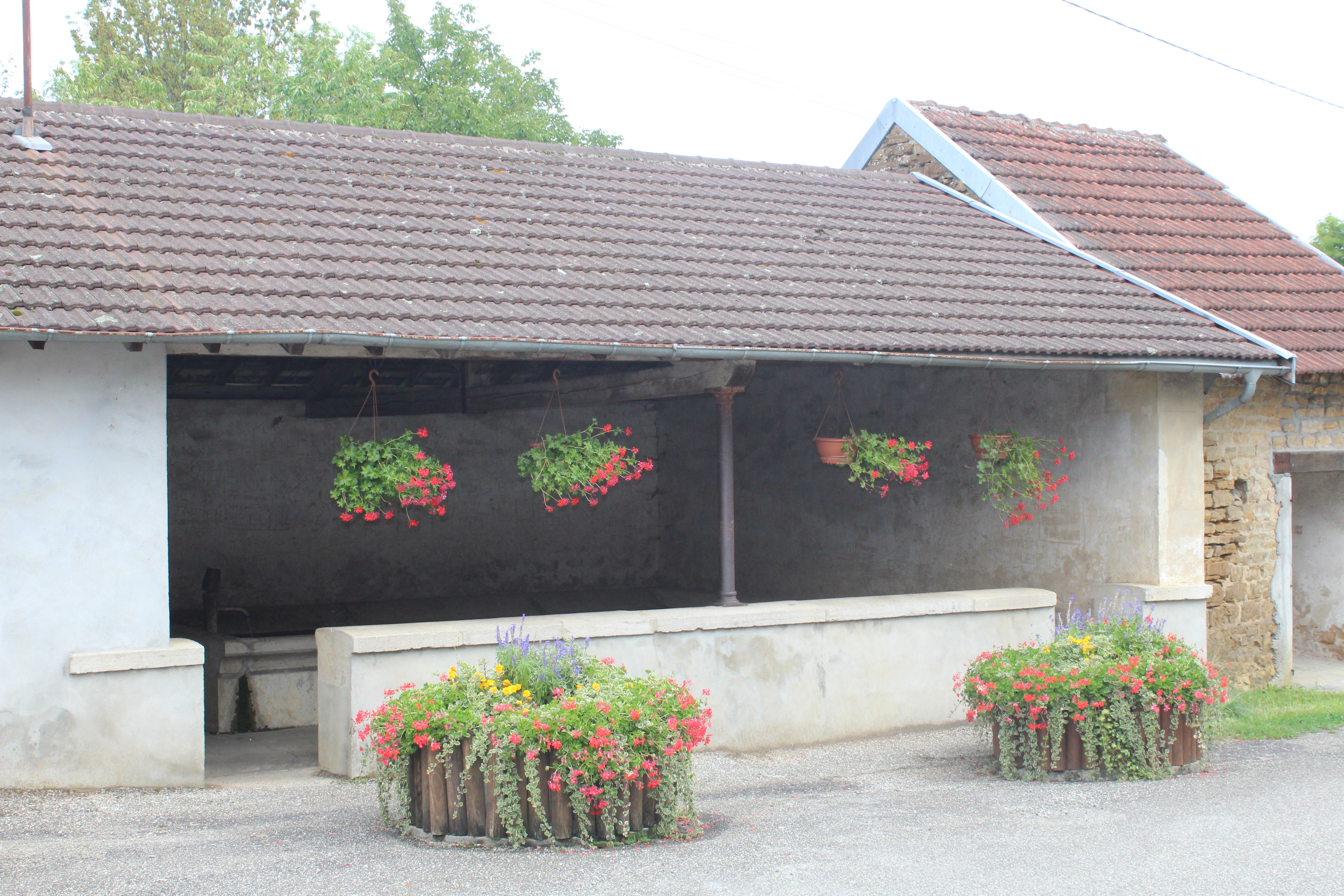
Lavoir
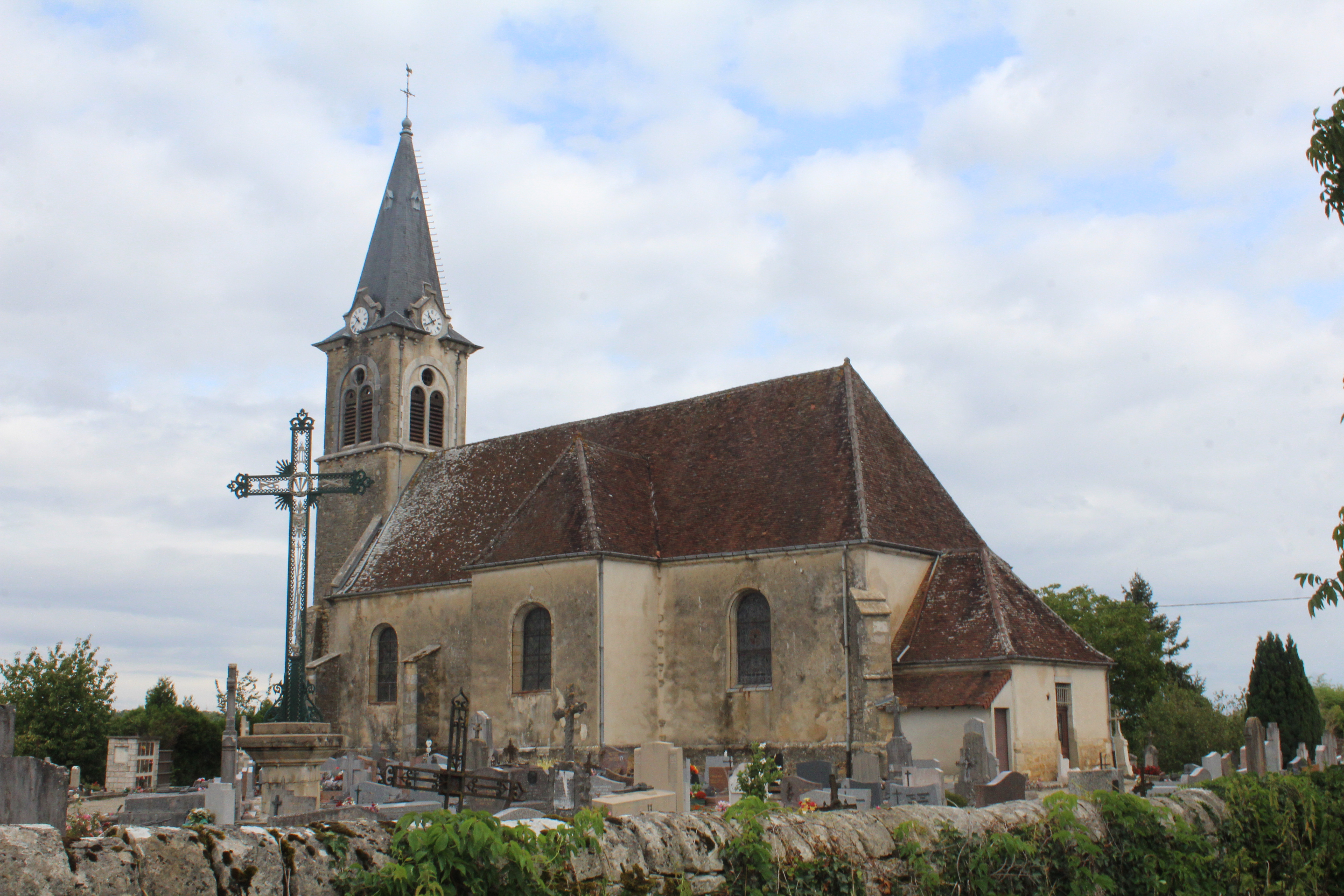
Kirche Saint-Pierre